# Polaroid SX-70

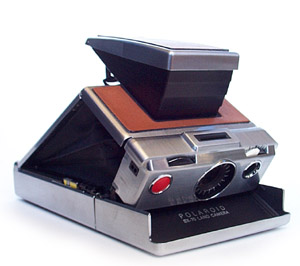
SX-70 aperta

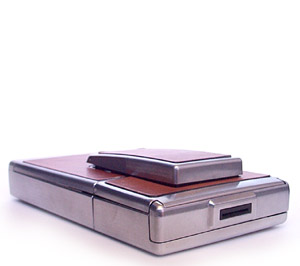
SX-70 chiusa

Costruita in diverse versioni dal 1972 al 1981, la Polaroid SX-70 è una SLR (single lens reflex) dal design unico. Progettata da Henry Dreyfuss, utilizza pellicole della serie SX-70 Land da cui ha, appunto, preso il nome in quanto primo modello creato per utilizzarle.
Totalmente pieghevole, una volta chiusa può essere portata nella tasca interna di una giacca o di un cappotto.
È ancora oggi considerata un vero e proprio oggetto di culto da fotografi e designer.

## SX-70 Sonar OneStep
Nel 1978, fu introdotto un modello con un sistema sonar per valutare la distanza del soggetto ed impostare la messa a fuoco di conseguenza.

Questa versione si può considerare la prima vera reflex autofocus in commercio.